# Jan van Houwelingen (politicus)
Jan van Houwelingen (Leerdam, 8 december 1937 – Cruquius, 17 maart 2013) was een Nederlands politicus van de Anti-Revolutionaire Partij (ARP) en het Christen-Democratisch Appèl (CDA).

## Loopbaan
In 1971 kwam de gereformeerde Van Houwelingen in de Tweede Kamer met als specialiteit economie, energie en milieu. Van 1977 tot 1981 maakte hij deel uit van de zogenaamde CDA-loyalisten. Binnen de ARP en het CDA behoorde hij tot de linkervleugel. In 1981 werd Van Houwelingen in het kabinet-Van Agt II staatssecretaris van Defensie. Ook in de kabinetten Van Agt III, Lubbers I en Lubbers II vervulde hij deze functie. Na zijn staatssecretariaat nam hij van 1989 tot 1994 weer plaats in de Tweede Kamer om vervolgens burgemeester van Haarlemmermeer te worden. Dit bleef hij tot 2003.
Jan van Houwelingen overleed in 2013 op 75-jarige leeftijd.